# Korbinian Holzer
Korbinian „Korbi“ Holzer (* 16. Februar 1988 in München) ist ein deutscher Eishockeyspieler, der seit Juli 2024 bei den Graz 99ers aus der ICE Hockey League unter Vertrag steht und dort auf der Position des Verteidigers spielt. Zuvor war Holzer bereits für die DEG Metro Stars sowie Adler Mannheim in der Deutschen Eishockey Liga (DEL) aktiv und absolvierte darüber hinaus über 200 Spiele für die Toronto Maple Leafs, Anaheim Ducks und Nashville Predators in der National Hockey League (NHL).

## Karriere
Seine ersten Schritte auf dem Eis machte Korbinian Holzer beim TuS Geretsried. In der Saison 2004/05 lief Holzer erstmals in der Deutschen Nachwuchsliga (DNL) für den EC Bad Tölz auf. Bereits im folgenden Jahr wurde der 1,90 m große Verteidiger aufgrund seiner guten Leistungen Stammspieler ins Zweitliga-Team der Tölzer berufen. Auch beim EV Regensburg, für die er seit der Spielzeit 2006/07 spielte, konnte sich der Rechtsschütze bis Mitte der Saison mehrfach in die Scorerliste eintragen.

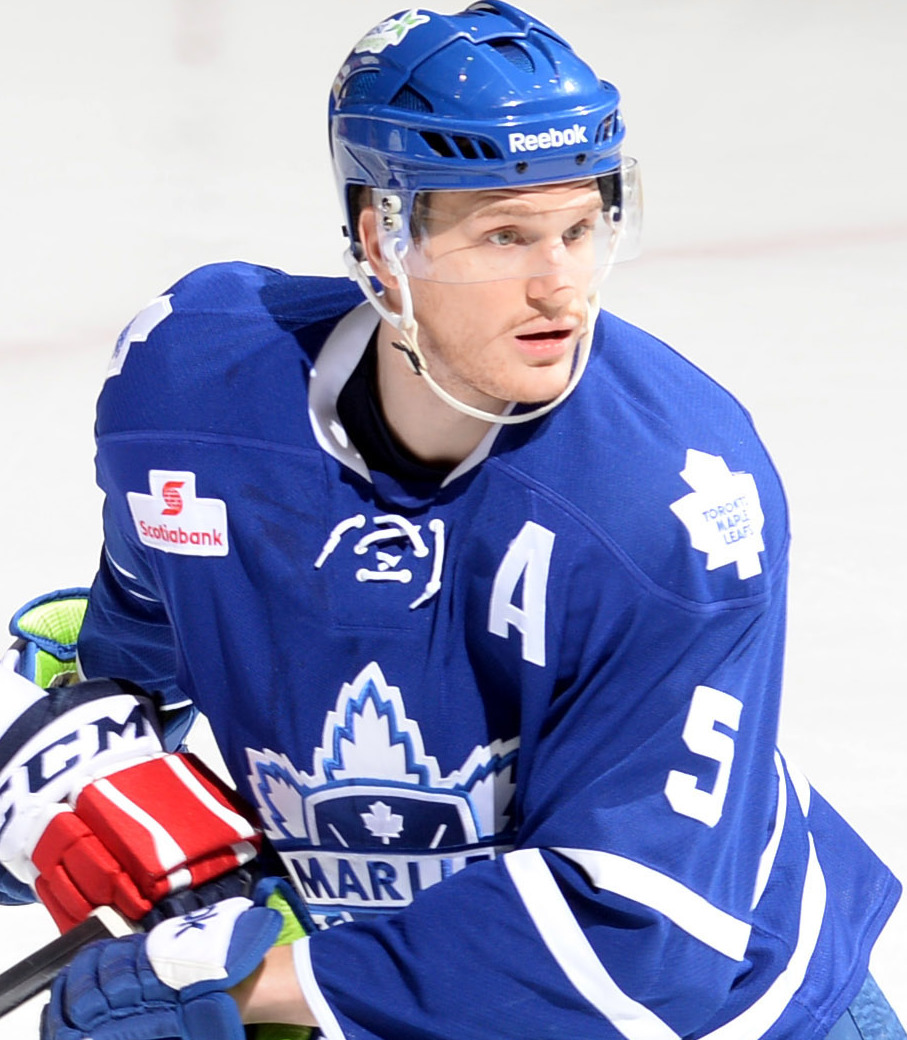
Holzer im Trikot der Toronto Marlies (2014)

Beim NHL Entry Draft 2006 wurde Holzer von den Toronto Maple Leafs aus der National Hockey League (NHL) in der vierten Runde an der 111. Position ausgewählt, wechselte aber nicht nach Nordamerika, sondern unterschrieb im Frühjahr 2007 einen Vertrag bis 2009 bei den DEG Metro Stars aus Düsseldorf in der Deutschen Eishockey Liga (DEL). Zur Saison 2010/11 wechselte Holzer schließlich nach Nordamerika, spielte dort zu Beginn der Saison bei den Toronto Marlies in der American Hockey League (AHL) und debütierte am 6. November 2010 als erster Deutscher in der Geschichte der Toronto Maple Leafs bei deren Heimspiel gegen die Buffalo Sabres in der NHL. Am 5. Februar 2013 erzielte Holzer beim 3:2-Sieg über die Washington Capitals sein erstes Tor für die Maple Leafs.
Nach fünf Jahren in Toronto verließ er die Maple Leafs im März 2015 und wurde im Tausch für Eric Brewer sowie einem Fünftrunden-Wahlrecht im NHL Entry Draft 2016 an die Anaheim Ducks abgegeben. Nach dem Wechsel kam Holzer im Saisonverlauf nicht mehr zu seinem Debüt für Anaheim. Erst in der Spielzeit 2015/16 lief er erstmals für das Team auf, konnte sich dort in den folgenden drei Spieljahren zwar im erweiterten Kader etablieren, aber nicht einen Stammplatz erarbeiten. Dennoch hatten die Ducks den Vertrag im Sommer 2017 um zwei Jahre verlängert. Auch in Anaheim war Holzer insgesamt fünf Jahre aktiv, ehe er zur Trade Deadline im Februar 2020 zu den Nashville Predators transferiert wurde. Diese schickten im Gegenzug Matt Irwin sowie ein Sechstrunden-Wahlrecht im NHL Entry Draft 2022 zu den Ducks. In Nashville beendete Holzer die Saison und wechselte anschließend, nach zehn Jahren in Nordamerika, in die Kontinentale Hockey-Liga (KHL) zu Awtomobilist Jekaterinburg.
Im Mai 2021 wurde er von den Adler Mannheim aus der DEL unter Vertrag genommen, womit er nach elf Jahren im Ausland nach Deutschland zurückkehrte. Holzer verbrachte drei Spielzeiten im Trikot der Adler, ehe die Zusammenarbeit nach der Saison 2023/24 nicht fortgesetzt wurde. Holzer wechselte daraufhin zur Saison 2024/25 zu den Graz 99ers aus der ICE Hockey League.

### International
Holzer lief bei der U18-Weltmeisterschaft 2005 in Tschechien erstmals für eine Junioren-Auswahl des Deutschen Eishockey-Bundes auf. Zudem kam er bei der U18-Weltmeisterschaft 2006 in Schweden sowie bei der U20-Weltmeisterschaft 2007 zum Einsatz. Nach dem Abstieg 2007 spielte er mit der deutschen U20-Auswahl bei der Weltmeisterschaft 2008 in der Division I und erreichte dort den sofortigen Wiederaufstieg in die Top-Division.
Im Herrenbereich wurde er bei den Olympischen Winterspielen 2010 in Vancouver und 2022 in Peking sowie den Weltmeisterschaften 2010, 2011, 2016, 2018, 2019 und 2021 in der deutschen Nationalmannschaft eingesetzt. Zudem vertrat er Deutschland auch bei der Olympiaqualifikation für die Winterspiele 2018 in Pyeongchang. Im Juli 2024 gab der Verteidiger seinen Rücktritt aus der DEB-Auswahl bekannt.

## Erfolge und Auszeichnungen
- 2008 Aufstieg in die Top-Division bei der U20-Junioren-Weltmeisterschaft der Division I, Gruppe A
- 2021 All-Star-Team der Weltmeisterschaft

## Karrierestatistik

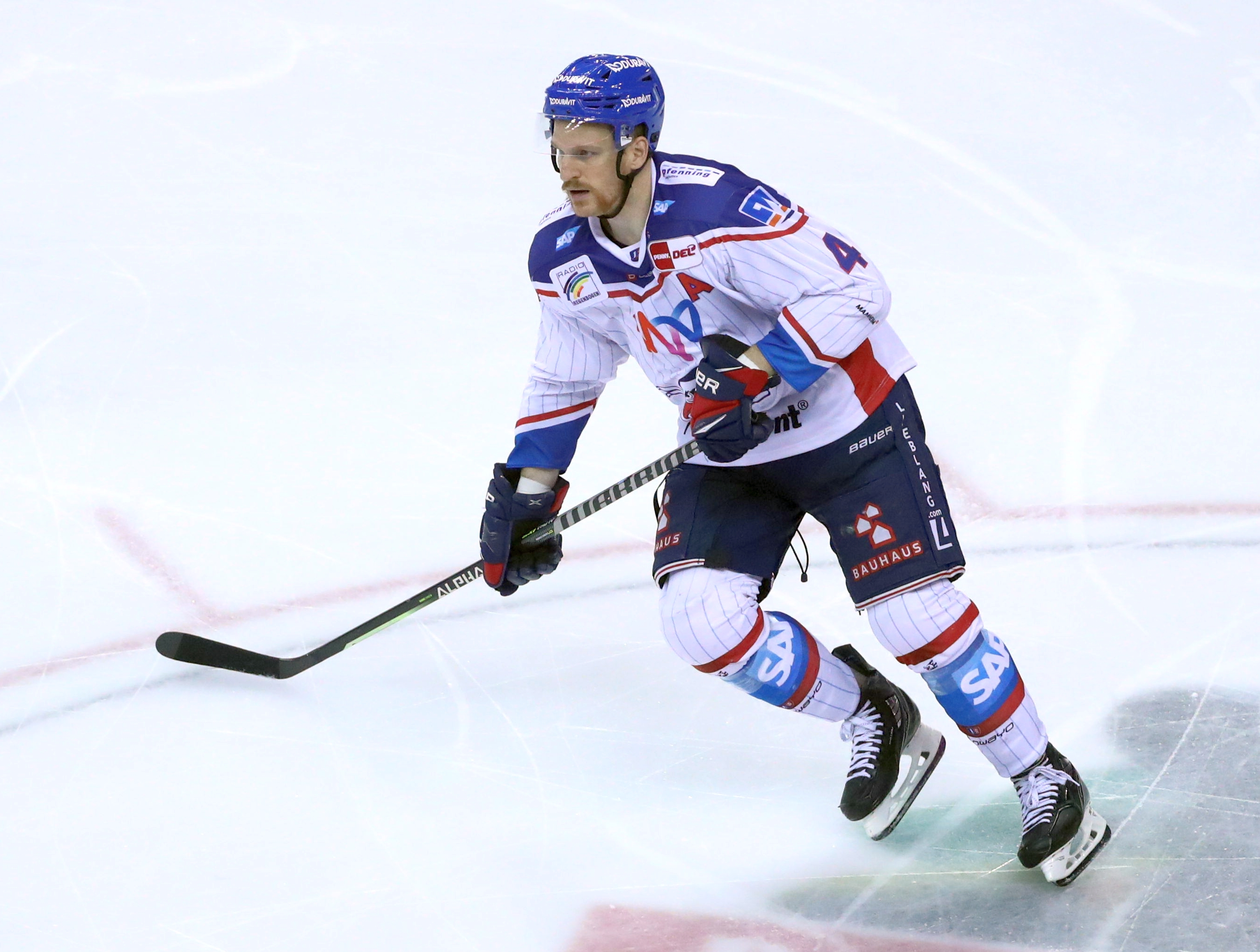
Holzer im Trikot der Adler Mannheim (2021)

Stand: Ende der Saison 2024/25

### International
Vertrat Deutschland bei:
| - World U-17 Hockey Challenge 2005 - U18-Junioren-Weltmeisterschaft 2005 - U18-Junioren-Weltmeisterschaft 2006 - U20-Junioren-Weltmeisterschaft 2007 - U20-Junioren-Weltmeisterschaft der Division I 2008 - Olympischen Winterspielen 2010 - Weltmeisterschaft 2010 - Weltmeisterschaft 2011 | - Weltmeisterschaft 2016 - Qualifikationsturnier für die Olympischen Winterspiele 2018 - Weltmeisterschaft 2018 - Weltmeisterschaft 2019 - Weltmeisterschaft 2021 - Olympischen Winterspielen 2022 - Weltmeisterschaft 2022 |

(Legende zur Spielerstatistik: Sp oder GP = absolvierte Spiele; T oder G = erzielte Tore; V oder A = erzielte Assists; Pkt oder Pts = erzielte Scorerpunkte; SM oder PIM = erhaltene Strafminuten; +/− = Plus/Minus-Bilanz; PP = erzielte Überzahltore; SH = erzielte Unterzahltore; GW = erzielte Siegtore; 1 Play-downs/Relegation; Kursiv: Statistik nicht vollständig)